# Wardyń Górny
Wardyń Górny (niem. Hohenwardin) – wieś w Polsce położona w województwie zachodniopomorskim, w powiecie świdwińskim, w gminie Połczyn-Zdrój. W 2011 roku liczba mieszkańców we wsi Wardyń Górny wynosiła 343.